# Celebrate the Dead
Celebrate the Dead е EP албум на блек метъл групата Beherit. Издаден е на 3 май 2012 г. от KVLT.

## Състав
- Нюклиър Холокосто (Марко Лайо) – вокали, всички инструменти

## Песни
| 1.    | Demon Advance      | 13:13 |
| 2.    | Celebrate the Dead | 16:18 |
| 29:31 |                    |       |